# قلعه دختران
قلعهٔ دختران (رودان) واقع در بخش مرکزی
از توابع شهرستان رودان در استان هرمزگان و یکی از نقاط دیدنی استان هرمزگان در جنوب ایران است.
«قلعه دختران» از قلاع مشهرو منطقهٔ هرمزگان است، این قلعه در فاصله ۵کیلومتری شمال شهرستان رودان (دِهبارز) ومنتهی الیه کوی گرم واقع است، این قلعه که در اثر بو توجه‌ای در حال حاضر به ویرانه‌ای مبدل شده به وسیله سنگ‌های بزرگی بنا گردیده بوده که وجود سنگرهای سنگی متعددی در اطراف قلعه و غاری نیز
در پایین آن نشان دقت و توجه خاص ساکنان قلعه به بالا بردن ضریب امنیتی پناهگاهشان می‌باشد. گفته می‌شود این قلعه توسط دختر یکی از بزرگان اقوام گذشته رودان اداره می‌شده‌است.